# Es waren zwei Königskinder

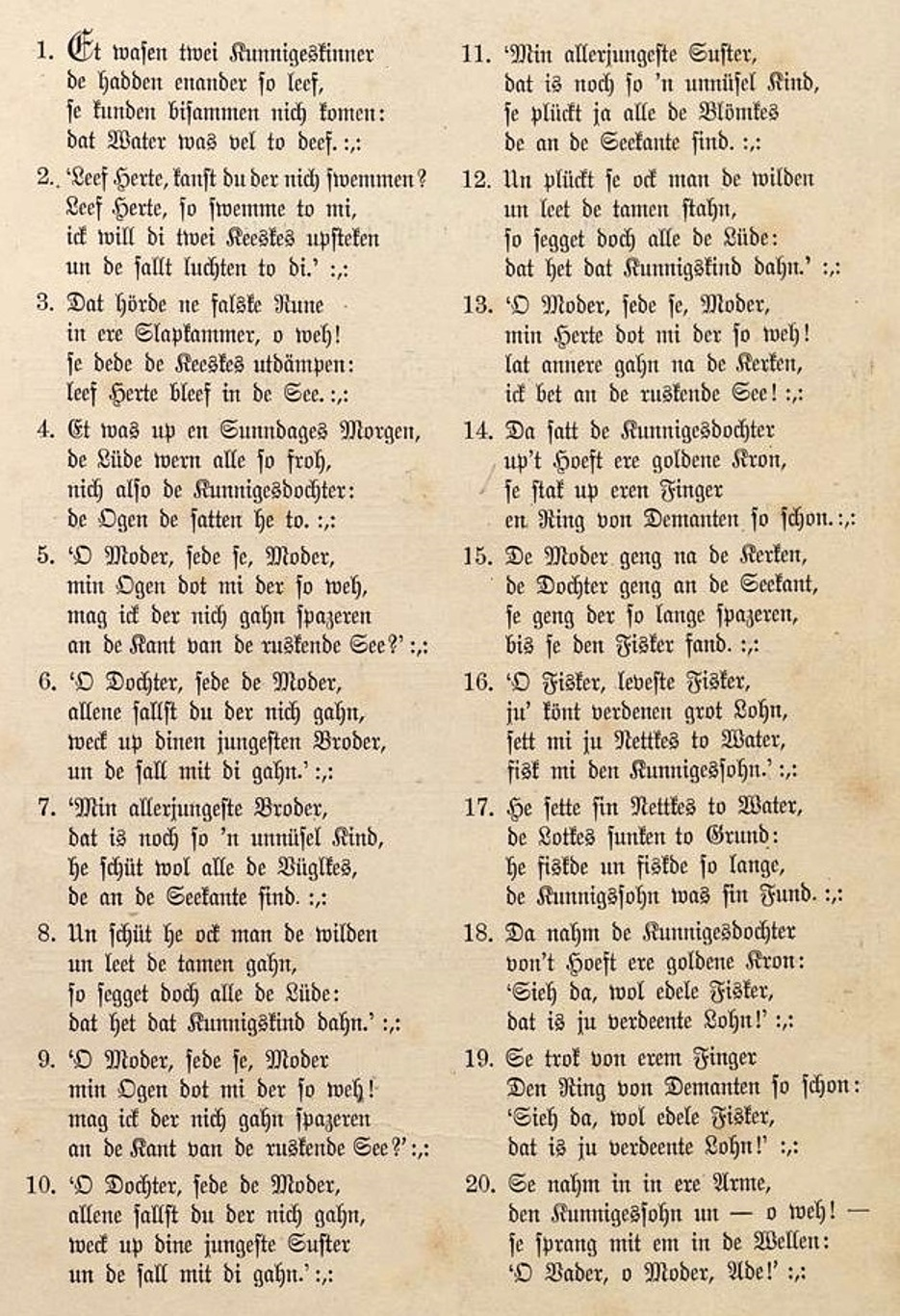
Es waren zwei Königskinder in westfälischem Niederdeutsch

Es waren zwei Königskinder ist eine deutsche Volksballade. Sie enthält Elemente des griechischen, antiken Erzählstoffs, der sogenannten „Schwimmersage“, die am Hellespont, bzw. an den Dardanellen zu verorten ist. Mit dem Römer Ovid und dem spätgriechischen Dichter Musaios wurde sie als Dichtung von Hero und Leander überliefert und danach international verbreitet.

## Text einer Variante, Melodie
1. Es waren zwei Königskinder,

die hatten einander so lieb,

sie konnten beisammen nicht kommen,

das Wasser war viel zu tief.

2. Ach Liebster, könntest du schwimmen,

so schwimm doch herüber zu mir!

Drei Kerzen will ich anzünden,

und die soll’n leuchten zu dir.

3. Das hört ein falsches Nönnchen

die tat, als wenn sie schlief;

sie tät die Kerzlein auslöschen,

der Jüngling ertrank so tief.

4. Es war an ein’m Sonntagmorgen,

die Leut waren alle so froh,

nicht so die Königstochter,

ihr Augen saßen ihr zu.

5. Ach Mutter, herzliebste Mutter,

der Kopf tut mir so weh;

ich möcht so gern spazieren

wohl an die grüne See.

6. Ach Tochter, herzliebste Tochter,

allein sollst du nicht gehn,

weck auf deine jüngste Schwester,

und die soll mit dir gehn.

7. Ach Mutter, herzliebste Mutter,

meine Schwester ist noch ein Kind;

sie pflückt ja all die Blümlein,

die auf Grünheide sind.

8. Ach Tochter, herzliebste Tochter,

allein sollst du nicht gehn;

weck auf deinen jüngsten Bruder,

und der soll mit dir gehn.

9. Ach Mutter, herzliebste Mutter,

mein Bruder ist noch ein Kind;

er schießt mir alle Vöglein,

die auf Grünheide sind.

10. Die Mutter ging nach der Kirche,

die Tochter hielt ihren Gang;

sie ging so lang spazieren,

bis sie den Fischer fand.

11. Ach Fischer, liebster Fischer,

willst du verdienen groß Lohn,

so wirf dein Netz ins Wasser

und fisch mir den Königssohn.

12. Er warf das Netz ins Wasser,

es ging bis auf den Grund;

der erste Fisch, den er fischet,

das war sich [!] des Königs Sohn.

13. Sie fasst ihn in ihre Arme

und küsst seinen toten Mund:

Ach Mündlein, könntest du sprechen,

so wär mein jung Herz gesund.

14. Was nahm sie von ihrem Haupte,

eine güldene Königskron:

Sieh da, wohledler Fischer,

hast dein’ verdienten Lohn.

15. Was zog sie ab vom Finger,

ein Ringlein von Gold so rot:

Sieh da, wohledler Fischer,

kauf deinen Kindern Brot.

16. Sie schwang um sich ihren Mantel

und sprang wohl in die [!] See:

Gut Nacht, mein Vater und Mutter,

ihr seht mich nimmermehr.

17. Da hört man Glöcklein läuten,

da hört man Jammer und Not;

hier liegen zwei Königskinder,

die sind alle beide tot.

## Handlung der Volksballade
In runden Klammern stehen Handlungselemente verschiedener Varianten (Variabilität), in eckigen Klammern erklärende Zusätze. Zwischen zwei Burgen ist ein tiefer See. Die Jungfrau schreibt einen Brief, der Jüngling schreibt ebenfalls [Hero und Leander nach Ovid]. Er will zu ihr hinüberschwimmen; sie stellt ein Licht auf, um ihm im Wasser die Richtung zu zeigen. Ein böses Weib, ein falsches Nönnchen, wie es im Text heißt, löscht die Kerze; der edle Ritter ertrinkt.
Der folgende Dialog, eingebunden darin die früh überlieferte „Elsleinstrophe“, mit den wechselnden Strophen direkter Rede, „Ach Elslein …“ (Ach Elslein, liebes Elselein) und „Ach Mutter …“, gehört zum Kern der Handlung. Mit den verschiedenen Ausreden, dass ihr „der Kopf weh tue“ [sie hat Bauchschmerzen; bedingt durch die gleiche, prägende Funktion des Dialogs vermischt sich der Text hier mit einer anderen Volksballade von der „Schönen Jüdin“], gelingt es dem Mädchen, das Haus zu verlassen. Sie macht einen „Abendgang“ [in anderen Volksballaden ist das ein „gefährlicher“ Spaziergang, der „Abend“ ist dafür eine typische Zeit] und findet den toten Ritter. Verzweifelt ertränkt sie sich selbst.

## Überlieferung
Die Volksballade von den „Königskindern“ ist ein klassisches Beispiel für ein altüberliefertes Lied; die Tradierung reicht kontinuierlich vom 15. bis ins 20. Jahrhundert. Eine der jüngsten Aufzeichnungen thematisiert in parodierter Form den Protest gegen ein Kernkraftwerk am Kaiserstuhl, 1975. Zugleich ist es einer der populärsten Texte, was sich in der großen Anzahl von Varianten spiegelt. In zahlreichen Anthologien der Gattung „Ballade“ steht der Text als Modell-Beispiel.
Ovid als Erzählstoff wird in Mittelalter und Renaissance immer wieder aufgegriffen. Der älteste Hinweis auf diese Volksballade ist eine kurze Textmarke [mehr nicht] „Elzeleyn, lipstis elzeleyn …“ (gehört zu: Ach Elslein, liebes Elselein) zu einer Melodie im „Glogauer Liederbuch“, um 1480. Diese Melodie zieht sich weiter durch die gedruckte Überlieferung bei etwa Hans Gerle (1532), Newsidler (1536) und Schmeltzel (1544), und sie ist einer der Melodietypen zu den „Königskindern“ mit dem Textanfang „Elslein, liebstes Elslein, wie gern wär ich bei dir …“ Sie ist ebenfalls Quelle für viele Tonangaben (Melodieverwendung für andere Texte) vom 15. bis in das 20. Jahrhundert.
Mit dem Anfang „Es warb ein schöner jüngling, vber ein braiten see...“ steht das Lied bei Georg Forster (1540). Achim von Arnim benützte diesen Textanfang und dichtete 1806 für „Des Knaben Wunderhorn“ selbst weiter mit einer „mystifizierenden Herkunftsangabe“ (Heinz Rölleke), wie sie für diese Textedition der Romantiker typisch ist.
Neben verschiedenen Tradierungssträngen wie auf gedruckten Liedflugschriften (vergleiche Flugblatt) und in Gebrauchsliederbüchern (etwa: Liederbuch für deutsche Künstler, 1833; Reisert, studentisches Kommersbuch, 1896; Lahrer Commersbuch, 1953 und öfter; sehr häufig in Liederbüchern des Wandervogels und der Bündischen Jugend) gibt es eine große Anzahl von Aufzeichnungen aus mündlicher Überlieferung (auch relativ frühe, etwa aus Schleswig-Holstein oder auch Ostpreußen 1814). Zumeist können sie zwei Großgruppen mit dem Liedanfang „Ach Mutter …“ (Dialog-Teil) und dem geläufigen „Es waren zwei Königskinder …“ zugeordnet werden.
Die große Anzahl von Varianten spiegelt die Popularität dieses Liedes. In zahlreichen Anthologien der Gattung „Ballade“ steht der Texttyp zurecht als Modell-Beispiel. Entsprechend häufig ist der Abdruck in vielen Anthologien und in praktisch allen wissenschaftlichen Sammlungen. Die Vielfalt der Varianten (ein Beleg dafür, dass Variabilität (Volksdichtung) ein Kennzeichen mündlicher Überlieferung ist) spiegelt sich bereits in den sehr unterschiedlichen Liedanfängen [in Auswahl]: „Es warb ein schöner jüngling vber ein braiten see…“ (1540); „Zwischen zweyen burgen das ist ein tieffer See…“ (nach 1563); „Ach Mutter, liebe Mutter, mein Kopf thut mir so weh…“ (Brandenburg vor 1804); „Ach Mutter, liebe Mutter, mir thut mein Kopf so weh...“ (Franken um 1830); „Et wassen twee Künigeskinner…“ (Westfalen 1842); „Es war einmal eine Gräfin, ein wunderschönes Weib…“ (Baden, Ende 19. Jahrhundert); „Es waren zwei Königskinder, die hatten einander so lieb…“ (Zürich 1912); „In einem kleinen Dorfe…“ (Niederösterreich vor 1913); „War einst ’ne alte Witwe, ein steinuraltes Weib...“ (Oberfranken um 1920/1930); „Dor wiren twee Königskinder…“ (Mecklenburg 1937) und so weiter.
Neben dem hochdeutschen Text gibt es eine niederdeutsch-niederländische Form „Et wasen twei Kunigeskinner …“ (zum Beispiel bei Reifferscheid, Westfalen 1879, als Nr. 1 in seiner Sammlung; niederländischer Liedtyp: van Duyse Nr. 43; so auch in Breuers „Zupfgeigenhansl“, 1911/1913/1930 und öfter).

## Internationale Parallelen
Eine dänische Überlieferung ist handschriftlich um 1650 und auf Liedflugschriften 1689 bekannt; schwedisch ebenfalls handschriftlich 1572/73 und in jüngerer Zeit vielfach nach Aufzeichnungen aus mündlicher Überlieferung abgedruckt (zum Beispiel von Otto Andersson aus dem schwedischsprachigen Teil von Finnland, 1934). Es gibt Belege in den baltischen Sprachen (Estland, Lettland), auf Sorbisch, Polnisch und Slowenisch. Neben dem Französischen (Liedtyp: Donciex Nr. 22) ist das Lied in weiteren romanischen Sprachen überliefert.
Mit der weiten Verbreitung des Liedstoffes ändern sich Details des Inhalts. Der Text wird seiner neuen Umgebung angepasst. Auffallend ist etwa der Milieuwechsel beim Überschreiten ethnischer Grenzen. Die deutschen Versionen spielen in einem höfischen Milieu, während die in den slawischen Sprachbereich von Mähren und Schlesien übernommenen Fassungen fast ausschließlich eine Kulisse von Dorf und Flussufer haben.

## Interpretation
In der antiken Fassung will Leander über den Hellespont schwimmen, um die Priesterin Hero aufzusuchen. In einer Sturmnacht erlischt die Lampe, Leander ertrinkt. Beim Anblick des toten Geliebten stürzt sich Hero vom Turm. Auch wenn ein großes Schicksal behandelt wird, ist das Ergebnis in der Volksballade ein enggeführtes, „familiarisiertes“ Geschehen im Dialog zwischen verständnisloser Mutter und verliebter Tochter. Die Sängerinnen und Sänger auch um 1912 [siehe obigen Textanfang] konnten sich in dieser Kleinräumigkeit alltäglicher Probleme wiedererkennen. Spannung wird nicht erläuternd aufgebaut, sondern in der abrupten Szenenfolge steuert das Geschehen auf die Katastrophe zu: Tod des Ritters, Selbstmord der Königstochter. Eine andere Möglichkeit scheint nicht vorstellbar zu sein. Von Ideologie und Mentalität her fordert der Liedtext angepasste Passivität, er ruft zum Leiden und Erdulden auf.
Ein „böses Schicksal“ trennt die Liebenden; die Rolle der scheinbaren Widersacherin „falsche Norne“ ist relativ schwach ausgeprägt. Sie ist keine selbständig handelnde Person, sondern Werkzeug, und ist keinesfalls eine Verkörperung des Bösen, sondern hat die Erzählfunktion einer Schädigerin wie im Märchen. In einer Version von 1912 möchte der Königssohn zu seinem „Schätzchen“; drei Kerzen, angezündet von der angebeteten Königstochter, sollen helfen, aber ein „falsches Nönnchen“ verhindert es. Schon die Verkleinerungsform relativiert diese Rolle, doch die Folgen jener allzu aufmerksamen Nachbarin sind tragisch. Während andere sich über den arbeitsfreien Sonntagmorgen freuen, hat die Königstochter verweinte Augen. Sie diskutiert mit ihrer Mutter, findet aber keinen Vorwand zum Weggehen. Erst als die Mutter zur Kirche geht, sieht sie ihre Chance. Den Fischer bezahlt sie mit ihrer Krone und mit dem Ring dafür, dass er den Ertrunkenen birgt. Beides, Krone und Ring, weltliche Ehre und Eheversprechen, braucht sie nun nicht mehr. Sie begeht Selbstmord, und der Abschied von Vater und Mutter enthält damit auch den Vorwurf an diese, nicht an die nebensächliche Norne. Das ist die Zielrichtung ihrer Klage: So sollen Eltern ihre Kinder nicht behandeln. Liebende soll man nicht behindern.
Ideologischer Kernpunkt ist der Generationenkonflikt. Die Schwierigkeiten, die dabei auftauchen, werden nicht individuell gelöst, sondern in stereotypen, unpersönlich starr wiederholten Dialogteilen gleichsam allgemeingültig gemacht und eingefroren. Direkte Rede ist die gängige Erzählform der Volksballade, hier aber auch ein Spiegelbild für das Aneinander-Vorbeireden im Generationenkonflikt zwischen besorgten Eltern und unangepassten Kindern. Mit dem Liedinhalt wird bürgerliche Anpassung eingeübt und milieukonforme Sozialisation betrieben. Sänger und Sängerin „lernen“ soziale Verhaltensmuster, die eine traditionsgebundene Gesellschaft schätzt, was sich – zunächst vielleicht widersprüchlich klingend – mit Kritik an solchem Denken vermischt. Eine Lösung für den Konflikt zwischen den Generationen bietet die Ballade allerdings nicht.

## Literarische Wirkung
Das Schicksal von Hero und Leander ist der Inhalt von Franz Grillparzers 1831 uraufgeführtem Trauerspiel Des Meeres und der Liebe Wellen.
Johannes Brahms verfasste einen Chorsatz für Frauenchor WoO 36, Nr. 6.
Max Reger veröffentlichte 1899 in seinen 8 ausgewählten Volksliedern, Neue Folge unter Nr. 8 einen Satz des Liedes für gemischten Chor (SATB) a cappella basierend auf einer Melodie von Friedrich Heinrich Bothe.
Eine Nachdichtung steht bei Franz Magnus Böhme, Volksthümliche Lieder (1895), Nr. 362, aus Goethes Sammlung der Sesenheimer Lieder von 1771; Goethe war im Elsass durch Herder auf diese Volksdichtung aufmerksam gemacht worden. Neben „Graf und Nonne“ und anderen Volksballaden haben diese die Hochliteratur erheblich beeinflusst, vergleiche Kunstballade. Friedrich Schiller schreibt eine Kunstballade Hero und Leander, aber ohne Bezug zu den „Königskindern“.
Die Romanze von Ludwig Hölty, Hero und Leander, handschriftlich 1769/70, fußt ebenso direkt auf dem griechischen Epos des Musaios, welches Hölty in Teilen übersetzte; der Abstand zur Königskinder-Volksballade ist gewaltig.
Theodor Fontane zitiert einige Strophen der Ballade in Grete Minde, seiner in den ersten Jahren des 17. Jahrhunderts angesiedelten Novelle.
Engelbert Humperdincks lange vergessene Märchenoper Königskinder (New York 1910) wurde 2007 am Opernhaus in Zürich neu aufgeführt und gewann durch die neue Interpretation als eine Erfahrung von Fremdenfeindlichkeit überraschende Aktualität: Beide Titelfiguren werden von der Gesellschaft abgelehnt, weil man an ihre Identität nicht glaubt.